# Brian A. Skiff
 (décembre 2021).
Si vous disposez d'ouvrages ou d'articles de référence ou si vous connaissez des sites web de qualité traitant du thème abordé ici, merci de compléter l'article en donnant les références utiles à sa vérifiabilité et en les liant à la section « Notes et références ».
Pour les articles homonymes, voir Skiff (homonymie).
Brian A. Skiff est un astronome américain qui a travaillé à l'observatoire Lowell.
Il a découvert quelques comètes, dont les comètes périodiques 114P/Wiseman-Skiff (avec Jennifer Wiseman) et 140P/Bowell-Skiff (avec Ted Bowell).
D'après le centre des planètes mineures, il a aussi découvert soixante-deux astéroïdes numérotés entre 1980 et 1997, dont l'astéroïde troyen (15398) 1997 UZ23.
Travaillant sur le projet LONEOS, il a re-découvert l'astéroïde longtemps perdu (69230) Hermès en octobre 2003 et découvert l'astéroïde apohele (434326) 2004 JG6 en mai 2004.
L'astéroïde (2554) Skiff a été nommé en son honneur.

## Astéroïdes découverts
| (2525) O'Steen           | 2 novembre 1981   |
| (2557) Putnam[1]         | 26 septembre 1981 |
| (2588) Flavia            | 2 novembre 1981   |
| (2864) Soderblom         | 12 janvier 1983   |
| (2881) Meiden            | 12 janvier 1983   |
| (3140) Stellafane        | 9 janvier 1983    |
| (3153) Lincoln           | 28 septembre 1984 |
| (3154) Grant             | 28 septembre 1984 |
| (3155) Lee               | 28 septembre 1984 |
| (3256) Daguerre[1]       | 26 septembre 1981 |
| (3325) TARDIS            | 3 mai 1984        |
| (3434) Hurless           | 2 novembre 1981   |
| (3505) Byrd              | 9 janvier 1983    |
| (3617) Eicher            | 2 juin 1984       |
| (3637) O'Meara           | 23 octobre 1984   |
| (3684) Berry             | 9 janvier 1983    |
| (3706) Sinnott           | 28 septembre 1984 |
| (3807) Pagels[1]         | 26 septembre 1981 |
| (3819) Robinson          | 12 janvier 1983   |
| (3841) Dicicco           | 4 novembre 1983   |
| (3872) Akirafujii        | 12 janvier 1983   |
| (4078) Polakis           | 9 janvier 1983    |
| (4147) Lennon            | 12 janvier 1983   |
| (4149) Harrison          | 9 mars 1984       |
| (4150) Starr             | 31 août 1984      |
| (4193) Salanave[1]       | 26 septembre 1981 |
| (4201) Orosz             | 3 mai 1984        |
| (4336) Jasniewicz        | 31 août 1984      |
| (4690) Strasbourg        | 9 janvier 1983    |
| (4692) SIMBAD            | 4 novembre 1983   |
| (4932) Texstapa          | 9 mars 1984       |
| (5460) Tsénaatʼaʼí       | 12 janvier 1983   |
| (5945) Roachapproach     | 28 septembre 1984 |
| (6083) Janeirabloom      | 25 septembre 1984 |
| (6115) Martinduncan      | 25 septembre 1984 |
| (6173) Jimwestphal       | 9 janvier 1983    |
| (6229) Tursachan         | 4 novembre 1983   |
| (6370) Malpais           | 9 mars 1984       |
| (6690) Messick           | 25 septembre 1981 |
| (7393) Luginbuhl         | 28 septembre 1984 |
| (7863) Turnbull          | 2 novembre 1981   |
| (8147) Colemanhawkins    | 28 septembre 1984 |
| (8994) Kashkashian       | 6 novembre 1980   |
| (10039) Keet Seel        | 2 juin 1984       |
| (10715) Nagler           | 11 septembre 1983 |
| (11823) Christen         | 2 novembre 1981   |
| (11831) Chaple           | 28 septembre 1984 |
| (13001) Woodney          | 2 novembre 1981   |
| (13006) Schwaar          | 12 janvier 1983   |
| (13487) Novosyadlyj      | 2 novembre 1981   |
| (15398) 1997 UZ23        | 30 octobre 1997   |
| (29127) Karnath          | 24 mars 1985      |
| (30769) Kaydash          | 25 septembre 1984 |
| (43754) 1983 AA          | 9 janvier 1983    |
| (58621) 1997 UR23        | 27 octobre 1997   |
| (90947) 1997 UD24        | 30 octobre 1997   |
| (100634) 1997 UE24       | 30 octobre 1997   |
| (147952) 1984 BY3        | 26 octobre 1984   |
| (152649) 1997 UX22       | 25 octobre 1997   |
| (257528) 1997 UY22       | octobre 1997      |
| 1. avec Norman G. Thomas |                   |